# Công đồng Vaticanô I
Công đồng Vaticanô I diễn ra từ năm 1869 -1870 do Đức Giáo hoàng Piô IX triệu tập. Có 747 giám mục tham dự và nhiều giáo sĩ trong 4 khoá từ 8 tháng 12 năm 1869 đến 1 tháng 7 năm 1870. Công đồng lên án Chủ nghĩa duy lý và tuyên bố ơn bất khả ngộ của Đức Giáo hoàng.
Nội dung của công đồng:
1. Hiến chế Tín lý của Đức tin Công giáo ("Con Thiên Chúa", Dei Filius, 24 tháng 4 năm 1870) liên quan đến mối tương quan giữa Mặc Khải và Đức Tin, Lý trí và sự Tiếp thụ như Thánh Kinh, Thánh Truyền, Huấn quyền của Giáo hội.
2. Hiến chế Tín lý của Giáo hội Công giáo ("Mục Tử Đời Đời", Pastor Aeternus, 18 tháng 7 năm 1870), khẳng định quyền tối thượng và tính bất khả ngộ của Giáo hoàng.